# 성산초등학교 (제주)
성산초등학교는 대한민국 제주특별자치도 서귀포시 성산읍 성산리에 있는 공립 초등학교이다.

## 학교 연혁
- 1946년 2월 22일 성산동공립국민학교 개교(4학급, 성산읍 성산중앙로25번길 6)(설립인가 1월 15일)
- 1950년 10월 1일 성산동국민학교로 개칭
- 1957년 6월 30일 성산국민학교 개명
- 1972년 12월 31일 성산읍 일출로 284-12(성산일출봉 앞)로 이설
- 1988년 10월 1일 현 위치(성산읍 한도로 217)로 이전(2,159m²)
- 1990년 3월 1일 특수학급 설치 인가(1학급)
- 1992년 10월 1일 조리실 준공 및 학교급식 실시
- 1995년 3월 13일 병설유치원 개원(설립인가 3월 1일)
- 1996년 3월 13일 성산초등학교 교명 변경
- 2006년 11월 29일 청산책사랑방 도서관 개관
- 2008년 12월 31일 급식실, 다목적실, 영어체험실 완공
- 2016년 8월 26일 도서관 리모델링 공사
- 2017년 5월 19일 태양광 가로등 3개 구입
- 2017년 9월 25일 운동장 우레탄 교체 사업
- 2018년 2월 20일 학교전체 석면제거공사 및 LED 전등 교체
- 2018년 9월 18일 운동장 스탠드 및 차광막 완공
- 2019년 1월 14일 저류시설 완공
- 2019년 3월 1일 제33대 고희리 교장 부임
- 2019년 5월 1일 스마트도서관 구축
- 2020년 1월 3일 돌봄교실 확장 이전
- 2020년 1월 6일 제73회 졸업(7명, 총인원 2,893명)

## 참고 자료
- 성산초등학교 - 한국교육학술정보원 학교알리미